# Конов Віталій Сергійович
Віта́лій Сергі́йович Ко́нов (нар. 13 липня 1987, Приозерськ, Жезказганська область (нині Карагандинська область), Казахстан) — український бадмінтоніст і педагог, майстер спорту України міжнародного класу, чемпіон України 2009 і 2020 років, викладач НТУ «ХПІ».

## Життєпис
Віталій Конов почав займатися спортом у дитинстві під керівництвом Михайла Борисовича Стеріна.
2010 року у складі національної збірної команди України з бадмінтону на командних змагання «Кубок Томасу» (Польща) зайняв четверте місце.
2009 року став чемпіоном України з бадмінтону.
2010 року закінчив Національний технічний університет «Харківський політехнічний інститут» (кафедра фізичного виховання) за спеціальністю «Фізичне виховання» та здобув кваліфікацію інженера-дослідника спорту.
2011 року став чемпіоном Європи серед студентів у Харкові. Брав участь в чемпіонаті Європи.
Від 2012 року працює на кафедрі фізичного виховання, викладає дисципліни «Фізичне виховання» і «Бадмінтон», бере участь в організації змагань з бадмінтону.
2020 року вдруге став чемпіоном України з бадмінтону.

## Досягнення

### Чемпіонат України
Чемпіони України в чоловічій парній категорії:
- 2009 — Завадський Дмитро — Конов Віталій (Харків)
- 2020 — Конов Віталій — Шмундяк Олександр (Харків, Дніпро)

### BWF International Challenge/Series
Чоловіки. Одиночний розряд
| Рік  | Турнір                  | Суперник        | Рахунок      | Результат  |
| ---- | ----------------------- | --------------- | ------------ | ---------- |
| 2013 | Slovak Open             | Міхал Рогальскі | 21–18, 25–23 | Переможець |
| 2012 | Харків Інтернешнл       | Еміль Гольст    | 17–21, 8–21  | Фіналіст   |
| 2011 | Hungarian International | Расмус Фладберг | 17–21, 10–21 | Фіналіст   |

Чоловічий парний розряд
| Рік  | Турнір                 | Партнер           | Суперник                         | Рахунок          | Результат |
| ---- | ---------------------- | ----------------- | -------------------------------- | ---------------- | --------- |
| 2014 | Харків Інтернешнл      | Дмитро Завадський | Геннадій Натаров Артем Почтарьов | 6–11, 8–11, 9–11 | Фіналіст  |
| 2011 | Romanian International | Микола Дмитришин  | Сем Магі Тоні Стефенсон          | 13–21, 14–21     | Фіналіст  |

Змішаний розряд
| Рік  | Турнір      | Партнер         | Суперник                    | Рахунок             | Результат |
| ---- | ----------- | --------------- | --------------------------- | ------------------- | --------- |
| 2012 | Slovak Open | Єлизавета Жарка | Якуб Бітман Ельжбета Басова | 21–12, 17–21, 19–21 | Фіналіст  |

     турнір BWF International Challenge
     турнір BWF International Series
     турнір BWF Future Series